# زراق
الزُّرَاق أو الازرقاق أو الزرقة وهو التلون الأزرق الذي يظهر على الجلد والأغشية المخاطية، تتكون هذه الزرقة نتيجة ارتفاع نسبة الخضاب غير المؤكسد في الدم أي عندما تصل نسبة تشبع الأوكسجين في الدم إلى ما دون 85% (أكثر من 1,5 جم/دسل من الخضاب غير المؤكسج).
المبدأ الأساسي لحصول الزُّراق هو التغير الذي يحصل في مواصفات خضاب الدم الفيزيائية عندما لا يكون مرتبطا بالأوكسجين حيث يميل هذا الخضاب إلى الظهور باللون الأزرق تحت الضوء العادي، كما أن نقص نسبة تشبع الأوكسجين في الدم يؤدي للتضيق الوعائي مما يساهم في ظهور الزُّراق أيضاً.

## أنواع الزُّراق

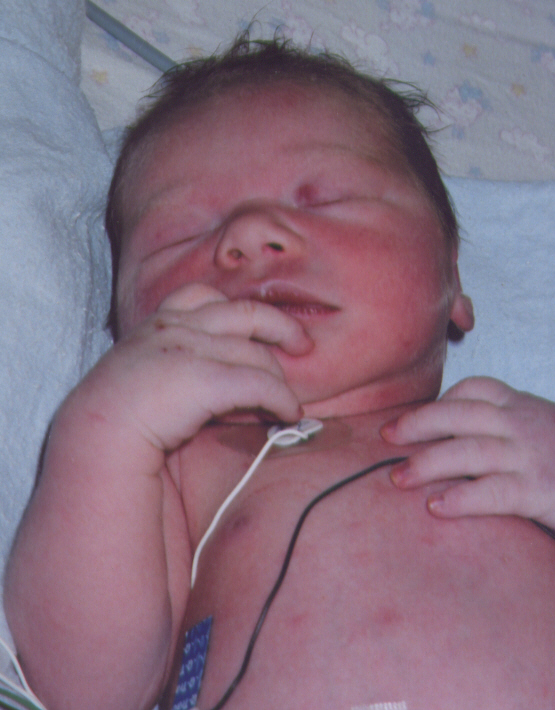
طفل مصاب بمرض قلبي، لاحظ الأظافرالأرجوانية

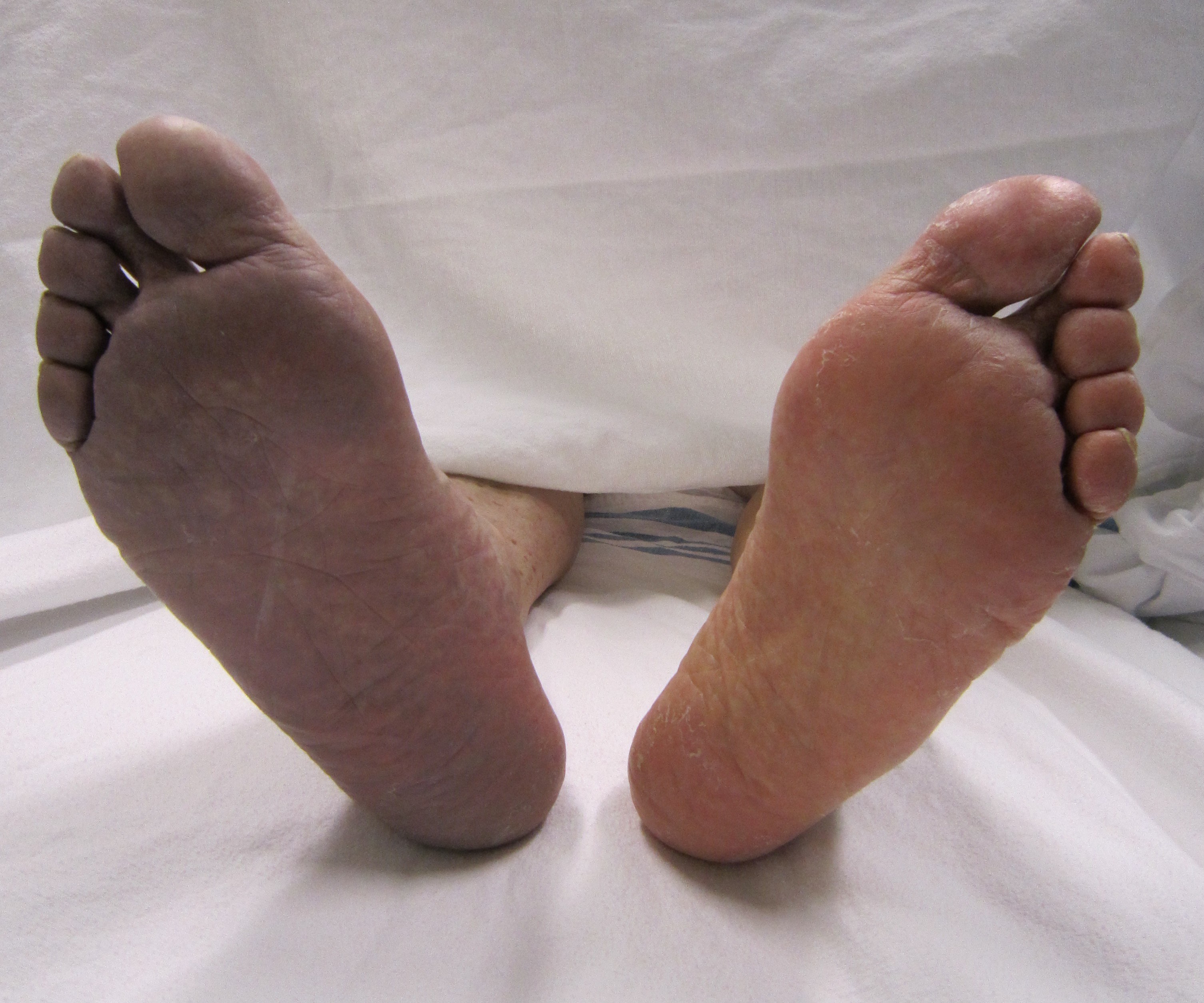
جلطة شريانية حادة في الساق اليمنى

### زُراق مركزي
تظهر عادة على اللسان والشفاه نتيجة مشاكل التروية في جهاز القلب أو الدوران أو نتيجة مشاكل في التهوية في الجهاز التنفسي، الحالات الحادة تحدث أحيانا نتيجة الاختناق أو الغصة.
من الأسباب الشائعة للزراق المركزي:
- أمراض القلب الخلقية.
- أمراض وتشوهات صمامات القلب.
- هبوط عمل القلب.
- رباعية فالو (عيوب القلب الخلقية الأربعة)
- احتشاء العضلة القلبية.
- أمراض الرئة.
- الانسداد الرئوي.
- التشنج القصبي أو الشعبي.
- الربو وداء الرئة الساد المزمن.
- نقص التهوية.
- الصعود إلى ارتفاعات شاهقة.
- أمراض خضاب الدم.
- فرط الكريات الحمر.
- الفتور (هبوط الحرارة).
- خضاب الدم المبدل الدمي. ميتهيموغلوبينية الدم

### زراق طرفي
و تظهر على الأطراف والأصابع وتحت الأظافر، وتكون نتيجة نقص التروية في الأطراف وعدم كفاية الأوكسجين الواصل إلى الأنسجة الحيوية هناك، كل الأسباب التي تؤدي لحدوث الزُّراق المركزة تحدث أيضاً زُراق طرفية، من ناحية أخرى فإن الزراق الطرفي يمكن أن تحدث في غياب أمراض القلب والرئتين،
من الأسباب التي يمكن أن تؤدي إلى ظهور الزراق الطرفي (دون وجود زراق مركزي):
- الانسداد الشرياني (و في بعض الأحيان الانسداد الوريدي)
- التضيق الوعائي
- التعرض للبرد (نتيجة التضيق الوعائي).
- ظاهرة رينو (نتيجة التضيق الوعائي).
- انقباض حجم الدم (تنيجة النزف أو الجفاف).